# Ithaca (Ohio)
Ithaca es una villa ubicada en el condado de Darke en el estado estadounidense de Ohio. En el Censo de 2010 tenía una población de 136 habitantes y una densidad poblacional de 1.693,87 personas por km².

## Geografía
Ithaca se encuentra ubicada en las coordenadas 39°56′16″N 84°33′12″O / 39.93778, -84.55333. Según la Oficina del Censo de los Estados Unidos, Ithaca tiene una superficie total de 0.08 km², de la cual 0.08 km² corresponden a tierra firme y (0%) 0 km² es agua.

## Demografía
Según el censo de 2010, había 136 personas residiendo en Ithaca. La densidad de población era de 1.693,87 hab./km². De los 136 habitantes, Ithaca estaba compuesto por el 99.26% blancos, el 0% eran afroamericanos, el 0% eran amerindios, el 0.74% eran asiáticos, el 0% eran isleños del Pacífico, el 0% eran de otras razas y el 0% pertenecían a dos o más razas. Del total de la población el 3.68% eran hispanos o latinos de cualquier raza.